# Gubbängen
Gubbängen est un quartier du district de Farsta à Stockholm en Suède.

## Situation
Gubbängen est un de la zone urbaine de Söderort.
Le district est bordé par les quartiers de Fagersjö, Gamla Enskede, Högdalen, Hökarängen, Skarpnäcks gård, Sköndal, Stureby, Svedmyra et Tallkrogen.

## Histoire
La ville de Stockholm a acheté la propriété de Gubbängen en 1908 à l'agriculteur Albin Arvidsson, mais ce n'est que dans les années 1940 que l'urbanisation et la construction ont commencé. 
Le quartier a été formé en 1933 après avoir été comptabilisé l'année précédente dans le quartier de Svedmyra.

## Transports
La station Gubbängen est desservie par la ligne T18 du métro de Stockholm et a été mise en service le 1er octobre 1950, lors de l'inauguration de la première étape du métro de Stockholm entre Slussen et Hökarängen.

## Galerie

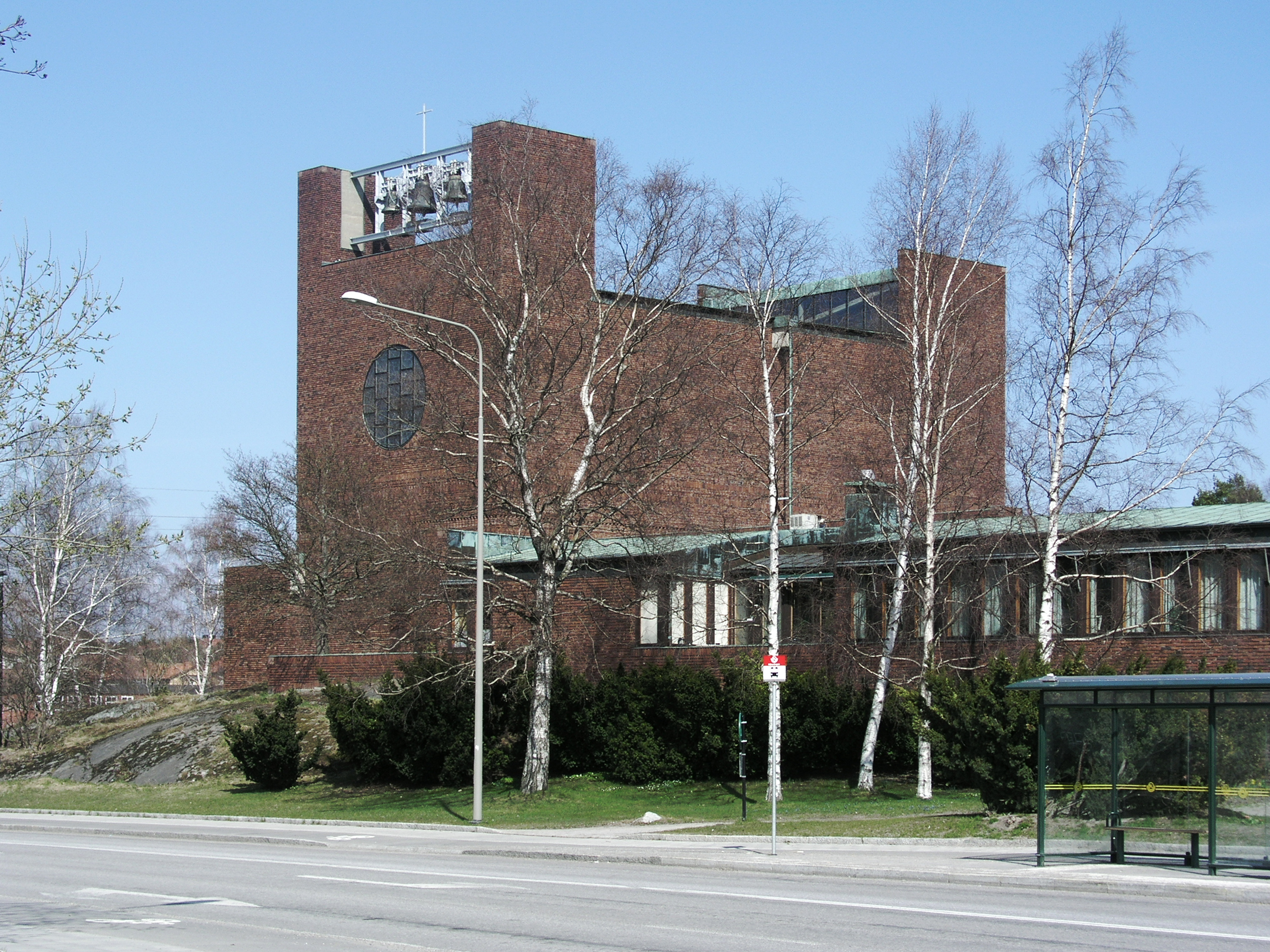
Söderledskyrka.
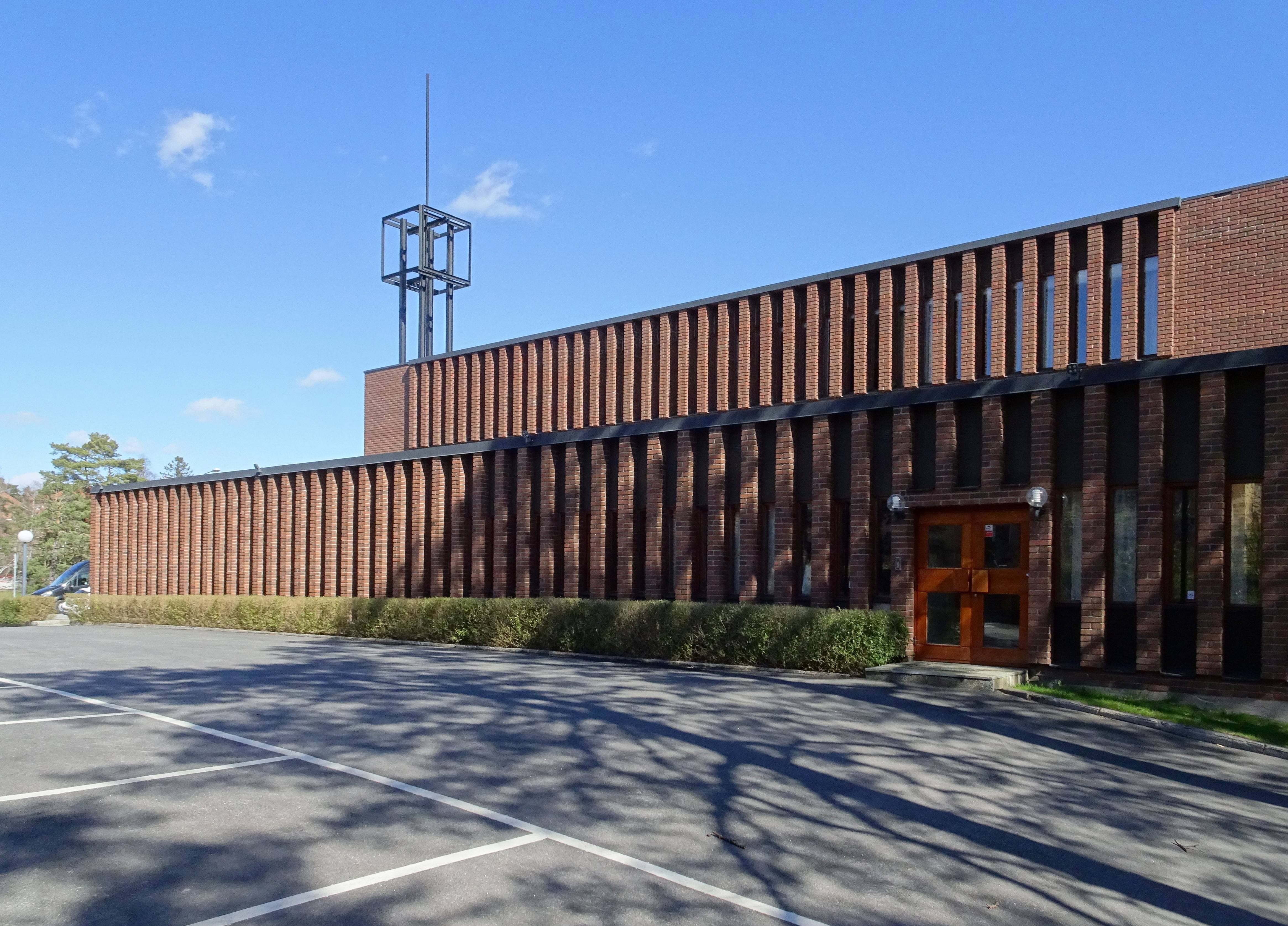
Chapelle de Gubbängen.
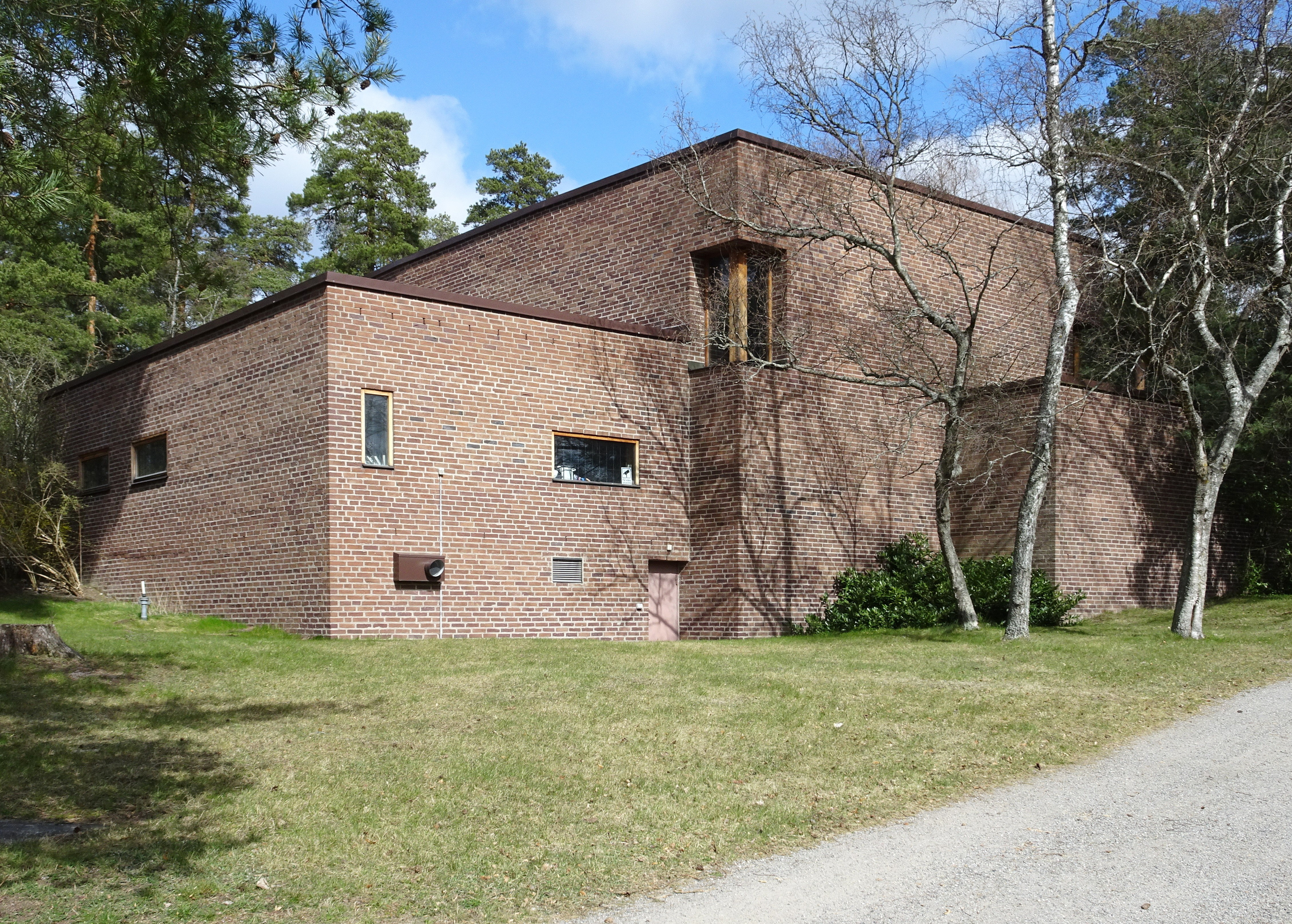
Chapelle du cimetière juif..
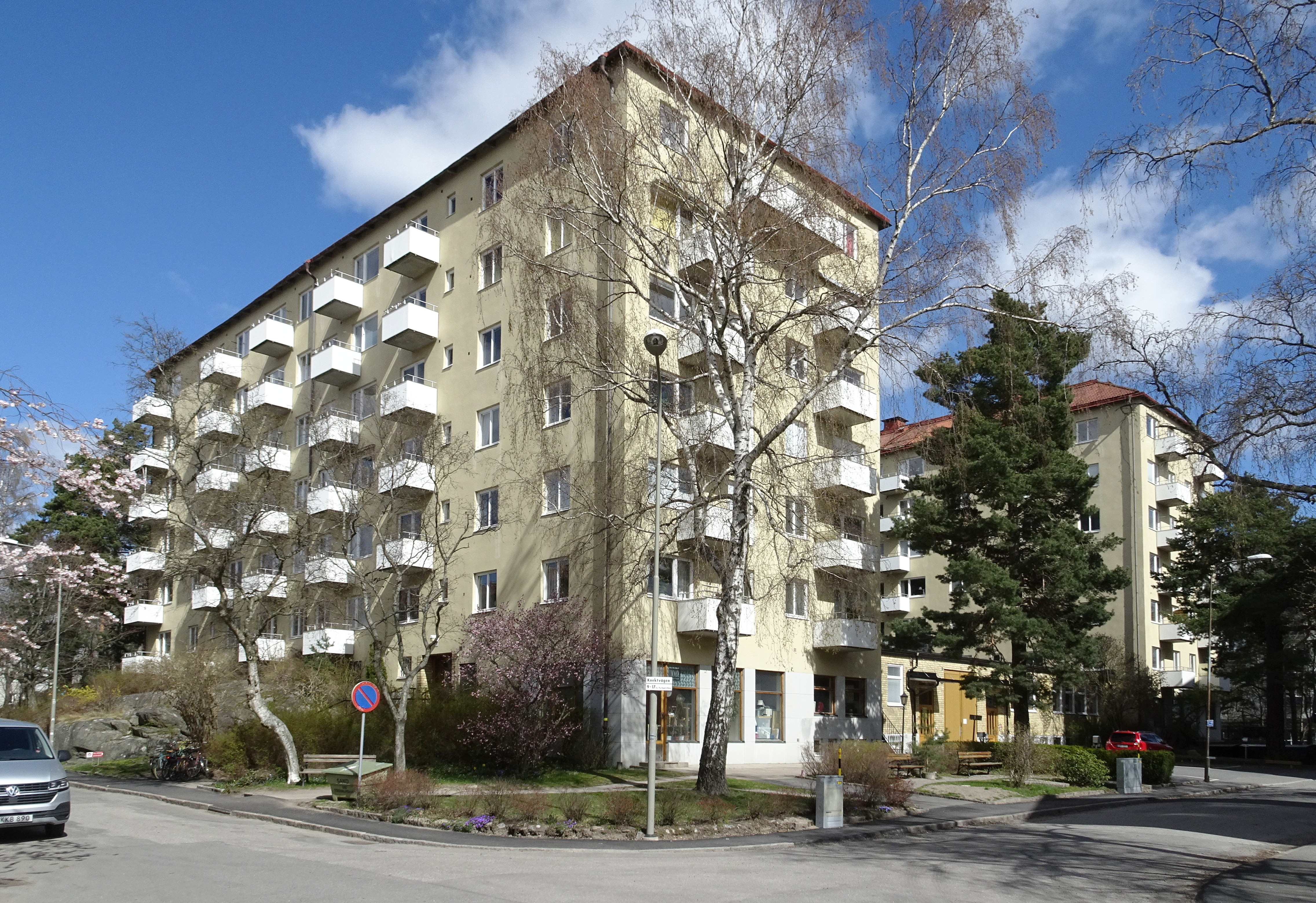
Kvarteret Fyrkantsfilen.
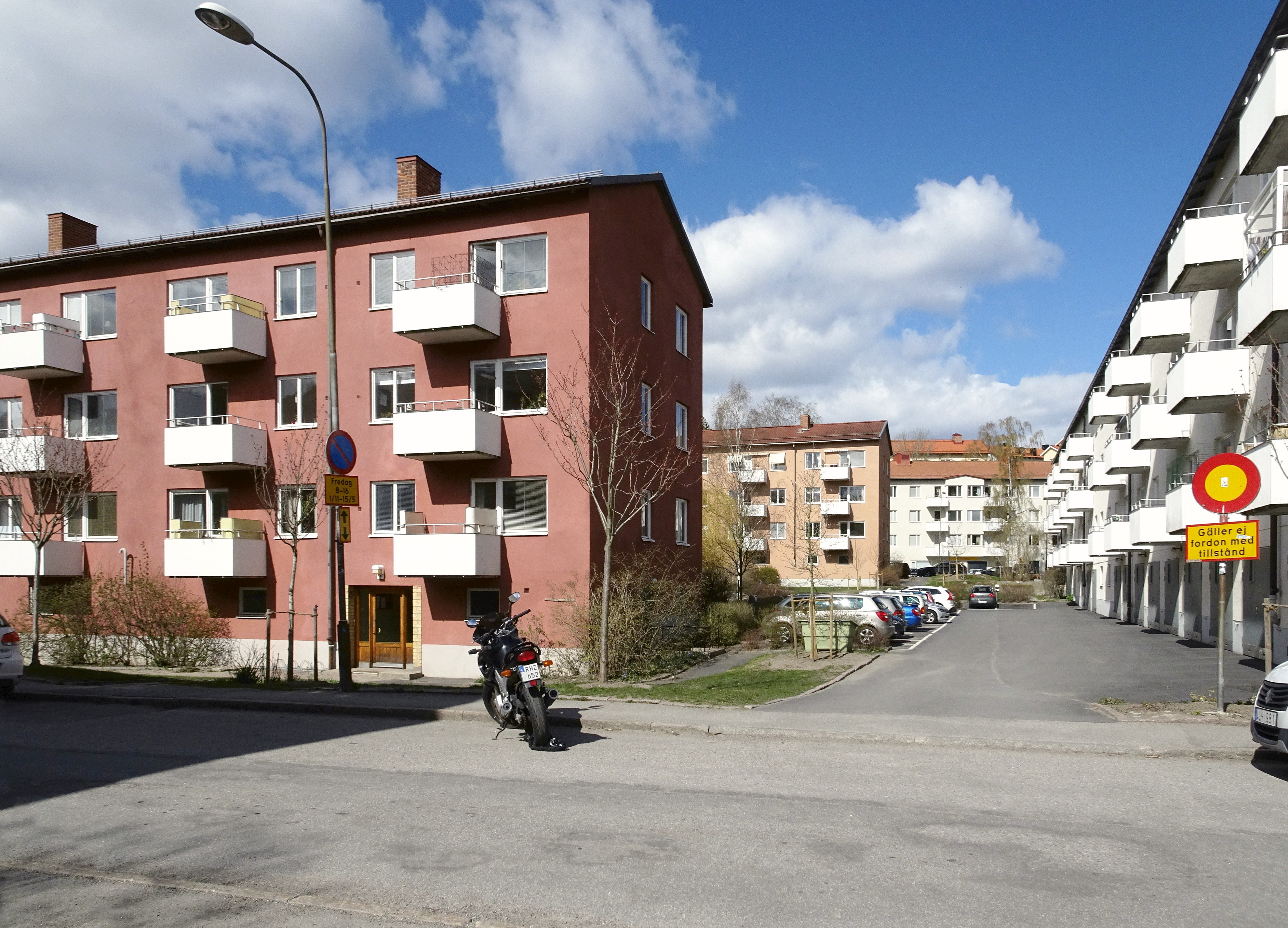
Kvarteret Spännknekten.

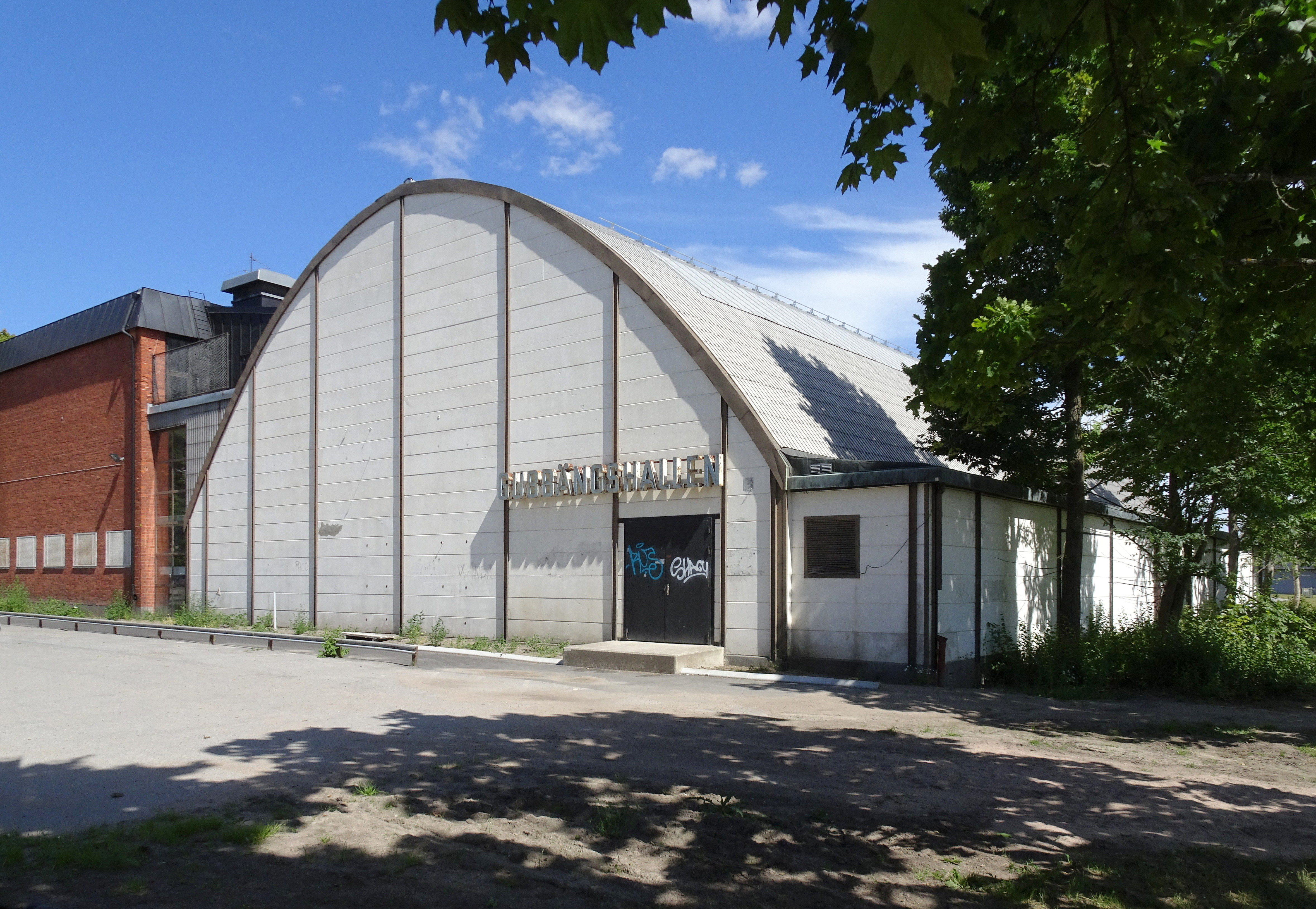
Gubbängshallen.
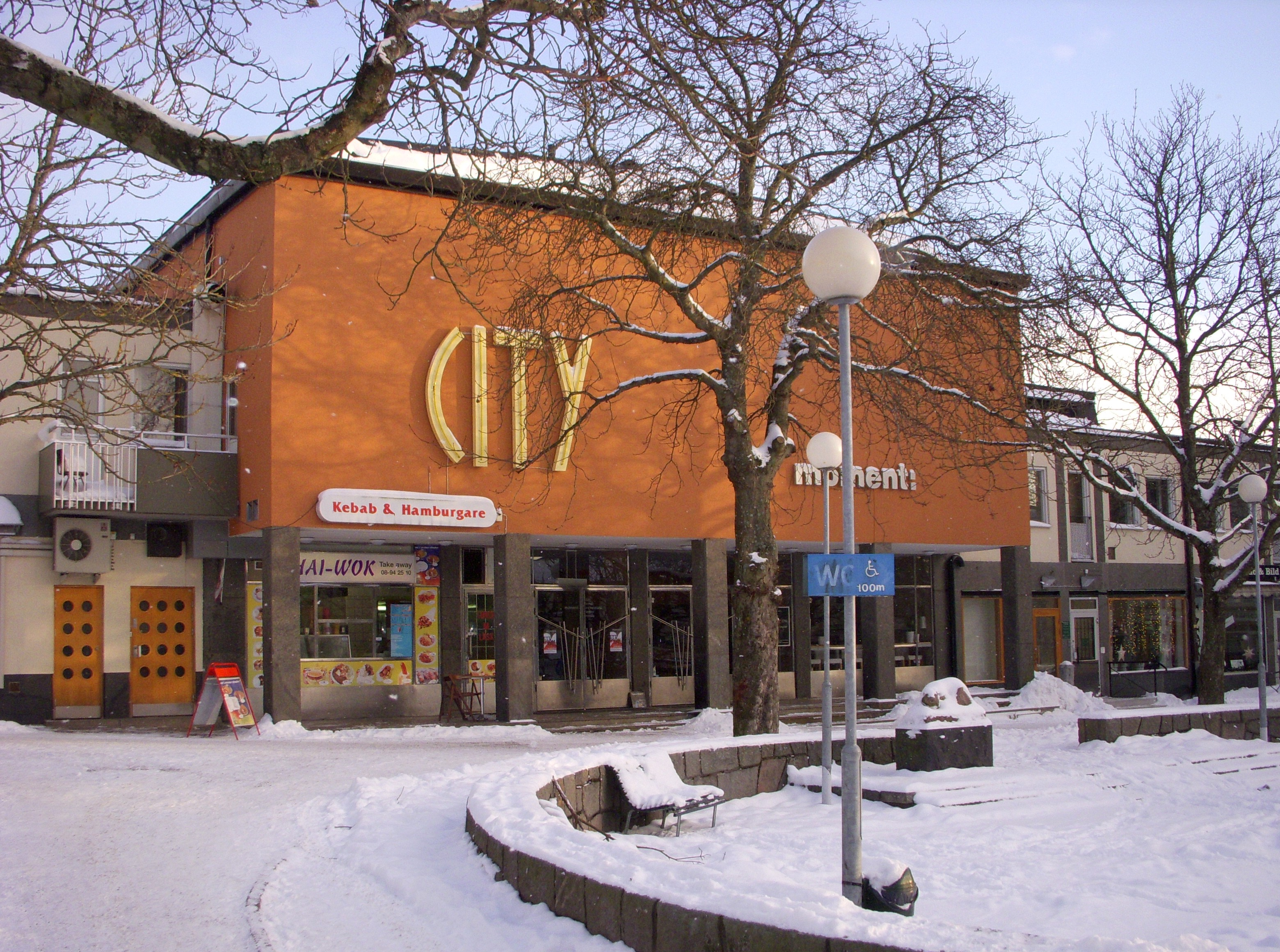
Cinéma Biograf City.
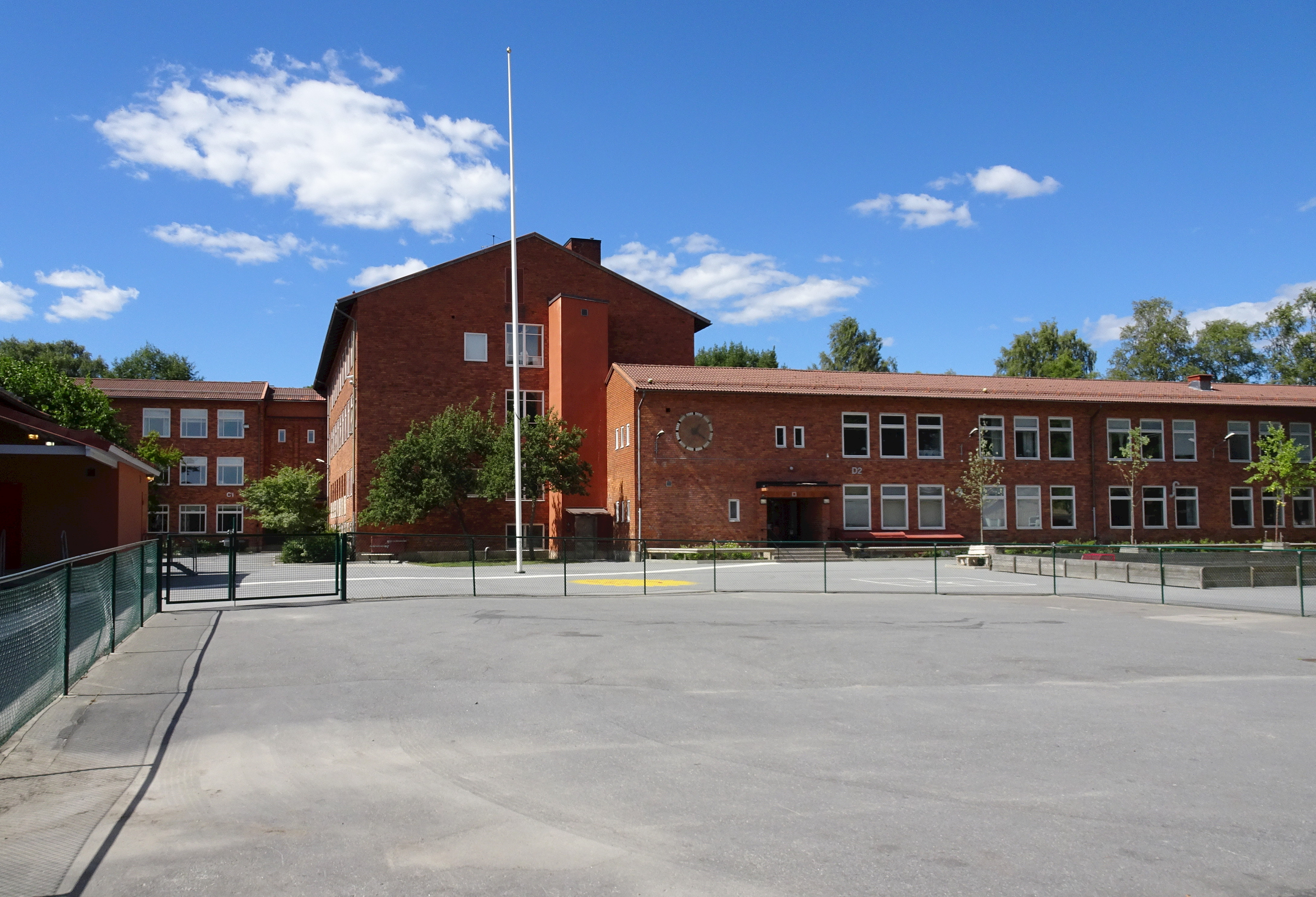
Ecole Gubbängsskolan.
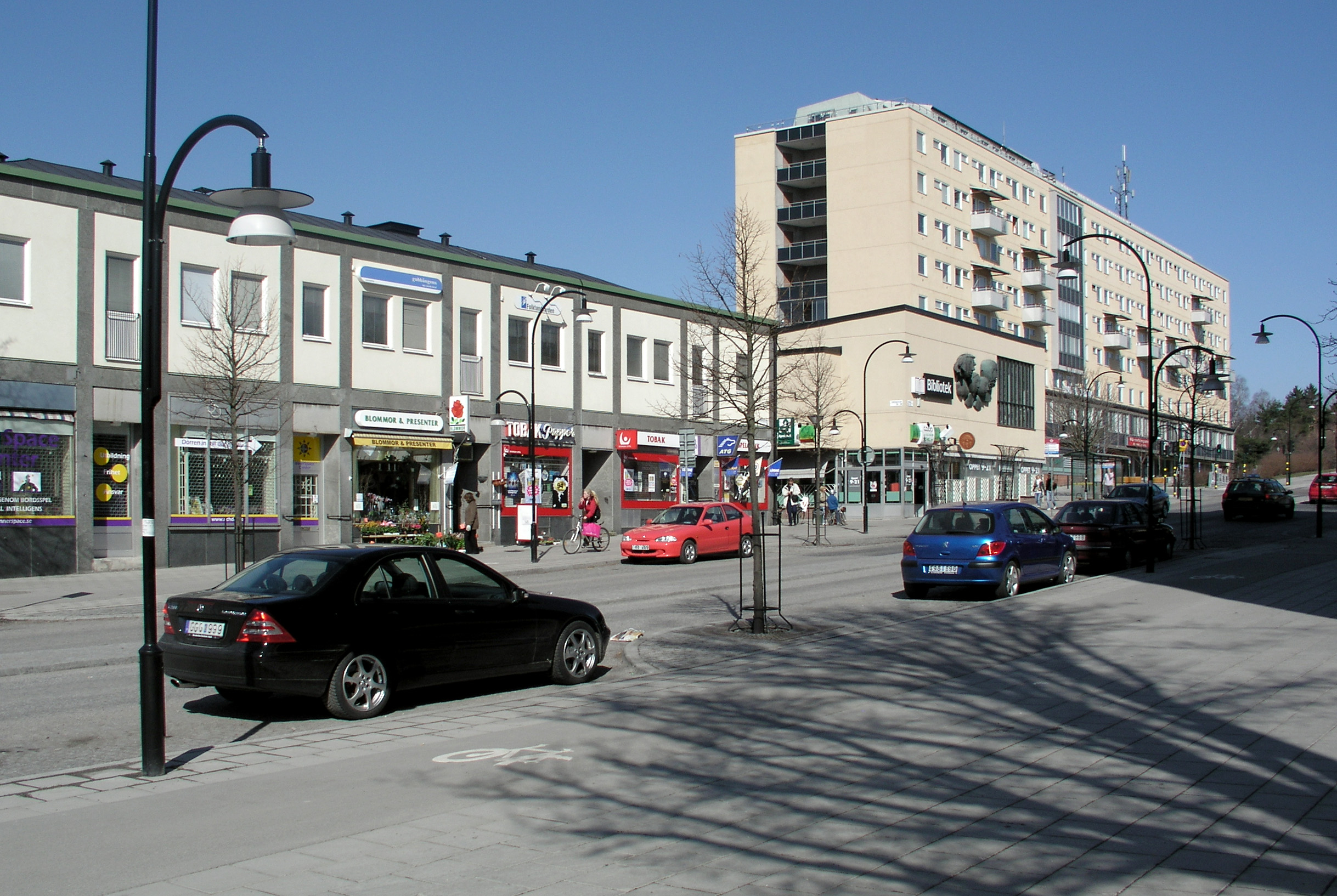
Centre de Gubbängen.
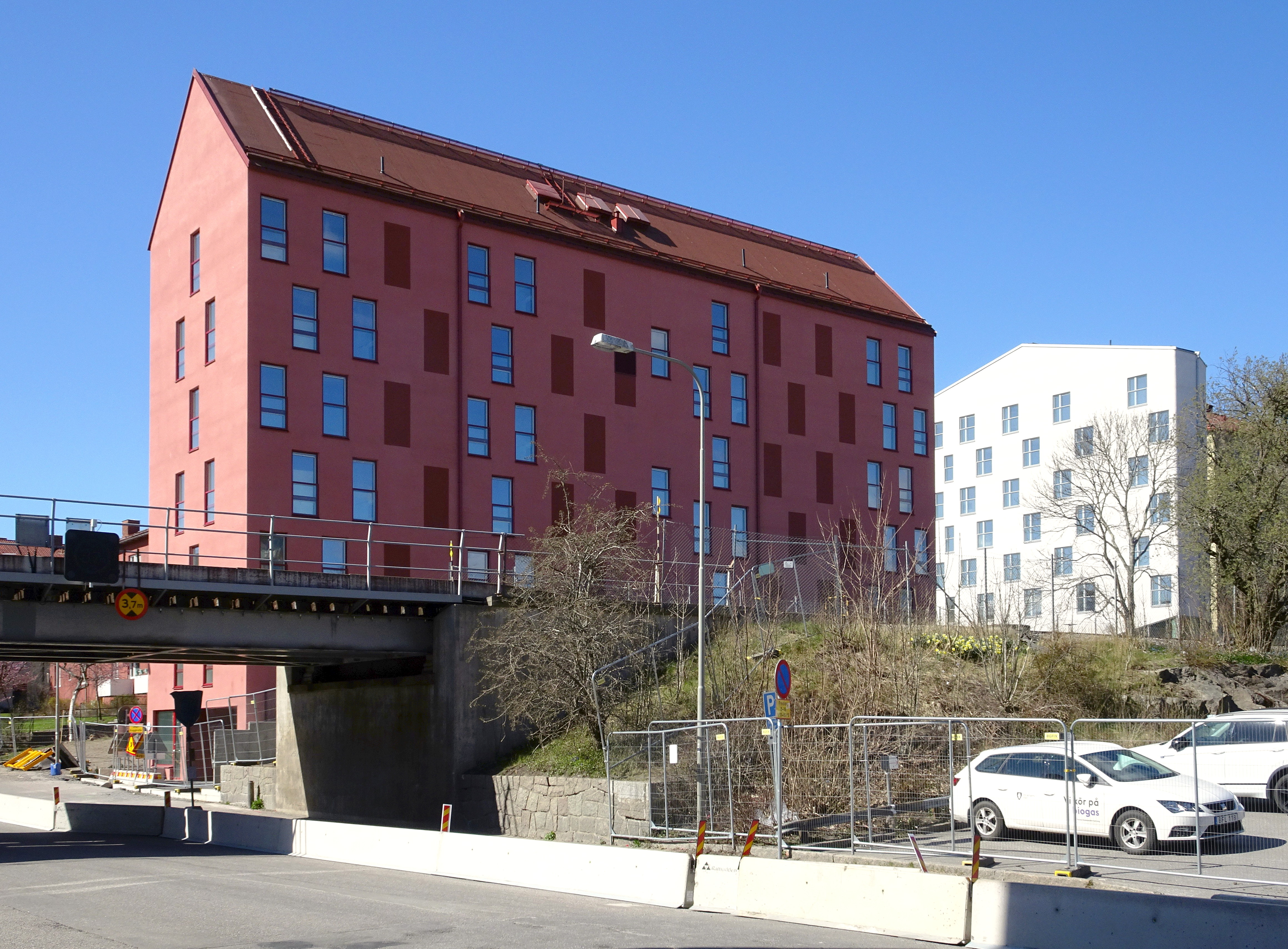
Immeuble près de la station de métro.